# Rita Lee (álbum de 1993)
Rita Lee, também conhecido como Todas as Mulheres do Mundo é o 16 álbum de estúdio da cantora brasileira Rita Lee, lançado em 1993 pela Som Livre.

## Produção
Após o show Bossa 'N' Roll, separada profissionalmente de Roberto de Carvalho, Rita entra em estúdio para a gravação do projeto "Big Mamma", que depois ficou só "Rita Lee", e foi chamado pela própria em sua autobiografia de "Todas as Mulheres do Mundo". 
Produzido pela própria, o álbum é uma mistura de ritmos, indo ao rock mais pesado, a uma bossa nova, tendo comentários positivos pela crítica, mas um fracasso de vendas, tendo 55 mil cópias vendidas, deixando Rita decepcionada.
Destaques para as músicas "Todas as mulheres do mundo", que teve um clipe promocional e "Filho Meu". Ambas foram apresentadas em programas de TV com a participação de Lucia Turnbull nos vocais e outros ex-integrantes do Tutti Fruti.
Esse álbum foi o primeiro inédito de Rita Lee pela gravadora Som Livre após seu retorno em 1991. Nesse mesmo ano a artista gravou o acústico Bossa "N' Roll, com suas canções antigas. O último álbum inédito de Rita Lee pela gravadora do Grupo Globo havia sido "Rita e Roberto" em 1985. Após esse álbum a artista migrou-se para a EMI, onde gravou Flerte Fatal. Rita fez parte do "cast" da Som Livre entre 1975 e 1985.

## Presença em "Fera Ferida" (1993)
A canção "Mon Amour" foi incluída na trilha sonora da novela "Fera Ferida" da Rede Globo, como tema da personagem Rubra Rosa, interpretada por Susana Vieira. 

## Faixas
Todas as composições por Rita Lee exceto onde notado.
| N.º | Título                       | Compositor(es)                                      | Duração |  |
| 1.  | "Filho Meu"                  |                                                     | 4:26    |  |
| 2.  | "Tataratlantes"              | Lee Mathilda Kovak                                  | 4:08    |  |
| 3.  | "Drag Queen"                 | Lee Antônio Bivar                                   | 3:44    |  |
| 4.  | "Mon Amour"                  | Lee Nelson Motta                                    | 4:43    |  |
| 5.  | "Menopower"                  | Lee Kovak                                           | 4:15    |  |
| 6.  | "Maria Ninguém"              | Carlos Lyra                                         | 2:44    |  |
| 7.  | "Todas as Mulheres do Mundo" |                                                     | 4:41    |  |
| 8.  | "Ambição"                    |                                                     | 3:22    |  |
| 9.  | "Canaglia (Canaglia)"        | Katina Raníechi Riz Ortolani Versão: Patrício Bisso | 3:30    |  |
| 10. | "Benzadeusa"                 | Lee Roberto de Carvalho                             | 4:17    |  |
| 11. | "Deprê"                      | Lee Oswaldo Luiz                                    | 3:23    |  |
| 12. | "Só Vejo Azul"               | Lee Itamar Assumpção                                | 3:31    |  |
| 13. | "Dami Mille Bacci"           | Lee Carlos Rennó                                    | 3:51    |  |